# Tacuruses
Tacuruses es un dúo de música folclórica uruguayo, procedente de Rivera, Uruguay. Su nombre viene de los característicos hormigueros de la hormiga Camponotus punctulatus.

## Historia
El dúo Tacuruses nace en la ciudad de Rivera (Uruguay) en la década de 1970 como una expresión auténtica del sentir musical y poético fronterizo.
Conformado por los hermanos Yamandú y Tabaré da Cruz, inician su carrera artística de la mano de sus composiciones y de la de poetas riverenses Agustín Bisio, Olyntho María Simões, Carlos E. de Mello, Graciela da Cruz y del olimareño Serafín J. García entre otros.
Son hermanos del humorista e imitador Gastón da Cruz y de la cantautora Graciela da Cruz.

## Miembros
- Yamandú da Cruz - voz y guitarra
- Tabaré da Cruz - voz y guitarra

## Discografía
- Despertando silencios (Orfeo SULP 90601, 1976)
- Desde lo más hondo (1978)
- A flor de aire (Orfeo SULP 90624, 1980)
- A todos (1980)
- Corramos hacia el día (1986)
- De grotas y yaguatiricas (2005)
- Despertando silencios / Desde lo más hondo (reedición de sus primeros dos álbumes. Ayuí / Tacuabé a/e366cd. 2011)

- Datos: Q6137921